# Municipio de Marion (Carolina del Norte)
El municipio de Marion (en inglés: Marion Township) es un municipio ubicado en el  condado de McDowell en el estado estadounidense de Carolina del Norte. En el año 2010 tenía una población de 19.949 habitantes.

## Geografía
El municipio de Marion se encuentra ubicado en las coordenadas 35°41′49.45″N 82°1′31.39″O / 35.6970694, -82.0253861.